# إليزابيث مكمان
إليزابيث مكمان (بالإنجليزية: Elizabeth McMahon) (27 فبراير 1993 في الولايات المتحدة - ) هي رياضية ولاعبة كرة طائرة الولايات المتحدة في مركز ضارب خارجي ‏. لعبت مع Volley Soverato ‏.

## وصلات خارجية
- إليزابيث مكمان على موقع الاتحاد الأوروبي (الإنجليزية)
- إليزابيث مكمان على موقع الدوري الألماني للكرة الطائرة (الألمانية)
- إليزابيث مكمان على موقع دوري الدرجة الأولى الإيطالي للكرة الطائرة - سيدات (الإيطالية)
- إليزابيث مكمان على موقع أوليمبيديا (الإنجليزية)
- إليزابيث مكمان على موقع اللجنة الأولمبية والبارالمبية الأمريكية (الإنجليزية)